# Кинам Ро, Поль-Мари
Поль-Мари Кинам Ро (кор. 노기남?, 盧基南?; род. 22 января 1902 года, Пхеньян, Пхёнан-Намдо, Корейская империя — 25 июня 1984 года, Сеул, Республика Корея) — корейский католический епископ, который служил апостольским викарием Сеула с 1940 по 1962 год и архиепископом Сеула с 1962 по 1967 год. В годы правления Ли Сын Мана он был известен как проамериканский и антикоммунистический деятель.

## Биография

### Ранние годы и образование
Кинам Ро был родился 22 января 1902 года в Пхеньяне, провинция Пхёнан-Намдо, Корейская империя, в семье преданного католического верующего Но Сонгука (盧成九). Он был одиннадцатым ребёнком в семье. Он посещал молодёжную академию, управляемую YMCA, а затем поступил в малую семинарию Ёнсан. В семинарии он знакомиться с преподавателем английского Чан Мёном, который впоследствии станет вице-президентом Республики Корея. В 1917 году поступил в семинарию, находившуюся под управлением французских священников, которая представляла собой 12-летний курс обучения теологии. В 1930 году он окончил духовную семинарию и был рукоположён в сан священника, служил советником в кафедральном соборе Мёндон и отвечал за работу общеобразовательной школы Кесон (ныне начальная школа Кесон). Здесь он вновь встречает Чан Мёна.

### Епископ
После 12-летнего служения в качестве советника в кафедральном соборе Мёндон, когда Японская империя попыталась заменить главу зарубежной епархии главой японской епархии как представителя Императорской нации, епископ Вон Хен Гын (Адриано), французский епископ, который в то время был главой Кенсан-Дамокской епархии. После отставки епископа, по рекомендации своего предшественника, он был назначен на должность вспомогательного епископа 10 ноября 1942 года в соборе Кёнджу. 20 декабря он был назначен титулярным епископом Корбасы после отставки монсеньора Имоена, американца, став первым корейцем, принявшим сан епископа.
Ким Гу, выразивший несогласие с итогами Московской конференции, возглавил Комитет национального сплочения против нового порядка, созданного 30 декабря. Встреча с Чан Мёном также заставила его заняться политикой. С мая по декабрь 1948 года он, в связи с отставкой отца Ёна, занимал должность главы церкви Тэгу Дэмок, которая была вакантной.
Он успешно противостоял японскому колониальному давлению и политике ассимиляции, а также прилагал усилия по защите церкви. Японское имя, данное ему колониальными властями, было Окамото Ганехару (яп. 岡本鐵治).

### Восстановление церкви
После освобождения Кореи от японского правления, японские миссионеры активно способствовали восстановлению корейских церквей. Особенно они сосредоточились на разработке структуры корейских префектур. В результате, 20 декабря 1962 года, Корейская католическая церковь была признана независимой, что позволило ей подняться до уровня митрополии. Архиепископ Киннам Ро стал митрополитом Сеула, а также был назначен главой митрополии Тэгу и епархии Кванджу. Поскольку Дэмок-гу получил статус официальной епархии, Корейская церковь попыталась обеспечить стабильность, например, организовала Конференцию католических епископов в Корее (церемония заседания не проводится, поскольку епископ Дэмок-гу не является главой епархии).
23 марта 1967 года Кинам Ро покинул должность архиепископа Сеула. 13 марта 1984 года он был назначен советником Комитета по сбору пожертвований для строительства Храма Корё. 25 июня 1984 года он скончался в возрасте 82 лет.

### Подозрения в коллаборационизме с Японией
В последние годы японской оккупации Кореи возникли подозрения в сотрудничестве с японскими властями среди высокопоставленных представителей Чонхвасонга (Церкви Объединения) и Корейской христианской церкви. В частности, это касалось деятельности Чо Сон Хвана, заместителя руководителя Чонхвасонга, и пастора Корейской христианской церкви в Кёнджу.
В 1938 году, когда была создана Национальная мобилизационная ассоциация за духовное пробуждение, Чонхвасонга в Кёнджу активно участвовала в её деятельности. Пасторы и верующие этой церкви проводили утренние и вечерние молитвы за японских солдат, а также богослужения в поддержку победы Японии в войне. Кроме того, они собирали средства в фонд национальной обороны и проводили проповеди на патриотические темы. Эти действия вызвали подозрения в том, что церковь могла быть связана с японскими властями или даже содействовать им.
В 1940 году, после создания Ассоциации за национальную мощь и объединение корейских христианских церквей, Чо Сон Хван был назначен её председателем. Эта организация стремилась к объединению верующих для служения нации. Однако её деятельность также вызвала подозрения в принуждении верующих к участию в патриотических мероприятиях и сборе средств в поддержку японской оккупации.
После назначения Чо Сон Хвана пастором Корейской христианской церкви в 1943 году возникли подозрения, что он мог участвовать в создании Комитета по религиозным вопросам во время войны. Этот комитет занимался вопросами религиозной жизни в условиях военного времени. Однако достоверность этих утверждений остаётся неясной.

#### Аргументы против
Некоторые критики утверждают, что деятельность Но Кинама в период японской оккупации не была активным коллаборационизмом, а была вынужденной мерой, обусловленной его положением главы Корейской католической церкви.
21 октября 2005 года в Исследовательском центре национальных вопросов состоялась встреча, на которой Ро Кинам, Ким Сон Су и другие были обвинены в коллаборационизме. В ответ на это обвинение Ким Су Хван, архиепископ Сеула, выступил в защиту Ро Кинама. Он отметил, что решение некоторых частных организаций отнести Ро Кинама к коллаборационистам было поспешным и не учитывало его позицию как главы церкви. Ким Су Хван подчеркнул, что обвинять Ро Кинама на основании только этих фактов было бы несправедливо, поскольку в то время многие корейцы сотрудничали с японскими властями по различным причинам.
Архиепископ также отметил заслуги Ро Кинама перед корейским народом. Во время японской оккупации в некоторых регионах, включая Сеул, японцами назначались японские священники. Назначение Ро Кинама на пост главы епархии в Сеуле стало важным событием для корейцев, поскольку это было редким случаем назначения корейца на такой высокий пост.

### Поддержка правительства и общественная деятельность
После освобождения Кореи в 1945 году американское военное правительство начало свою деятельность. Оно поддерживало антикоммунистические и проамериканские позиции, что было характерно для Корейской демократической партии. В этот период проамериканские СМИ, такие как «Кёнхьян Синмун», играли ключевую роль в формировании общественного мнения и поддерживали избрание Ли Сын Мана.
В то же время в 1948 году Ким Ён Иль был осуждён за сотрудничество с японской администрацией во время японской оккупации. Это вызвало волну протестов, и некоторые сторонники Кима были освобождены. В ответ на критику и утрату влияния внутри своей религиозной организации, Ким перешёл в католичество.

### После назначения архиепископом
В 1962 году Ким Ён Иль был назначен архиепископом. В следующем году он был награждён Орденом «За гражданские заслуги». В феврале 1965 года он получил Итальянский орден культурных заслуг, а в декабре того же года был избран председателем Корейского совета по делам религий.
В 1967 году Ким объявил о своём уходе на пенсию и переехал в Андон. В мае 1984 года, в честь 200-летия со дня основания корейской церкви, он провёл церемонию интронизации папы Иоанна Павла II. После этого он скончался в том же году.

## Влияние и оценка деятельности
Ро Кинам был ключевой фигурой в истории Корейской католической церкви, которая играла важную роль в её развитии. Его деятельность и влияние на церковь привели к тому, что он стал известен как «душа корейской католической церкви». Однако его деятельность также стала причиной негативных ассоциаций и критики.
В период японской оккупации Кореи католическая церковь столкнулась с серьёзными вызовами, включая политическое давление со стороны японской администрации. В этот период некоторые католики, включая Ро Кинам, были обвинены в коллаборационизме с японскими властями. Эти обвинения усилились после событий, связанных с пожаром в американском культурном центре в Пусане в 1981 году, когда Ро Кинам был обвинён в укрывательстве подозреваемых. Эти действия привели к тому, что его стали называть «политическим священником».
В книге «Неприкушенный язык» (2008), посвящённой критике коллаборационизма во время японской оккупации, Ро Кинам был представлен как ключевой фигурант. Однако в 2005 году свидетель Ким Су Хван заявил, что Ро Кинам не был активным коллаборационистом, а его участие в японской политике было вынужденным.
Ро Кинам был включён в список потенциальных участников исследования по коллаборационизму, подготовленный Национальным институтом по изучению проблем народов (2008). Также он был включён в список из 705 человек, обвинённых в коллаборационистских действиях, опубликованный Комиссией по расследованию коллаборационистских действий против корейского народа (2009). Однако его роль в этих событиях остаётся предметом споров.
Архиепархия Сеула заявила, что ответственность за действия в период войны не может быть возложена только на отдельных лиц, так как они были вынуждены участвовать в коллаборационистских организациях под давлением японской администрации. Таким образом, церковь утверждает, что Ро Кинам не был активным участником коллаборационистских действий, а лишь был вынужден присоединиться к этим организациям.